# Hwang Ming-Der
Hwang Ming-Der es un deportista taiwanés que compitió en taekwondo. Ganó una medalla de oro en el Campeonato Mundial de Taekwondo de 1977 en la categoría de –68 kg.

## Palmarés internacional
| Representando a China Taipéi |                          |                |           |
| Campeonato Mundial           |                          |                |           |
| Año                          | Lugar                    | Medalla        | Categoría |
| 1977                         | Chicago (Estados Unidos) | Medalla de oro | –68 kg    |